# Paraguay i olympiska sommarspelen 1984
Paraguay deltog i de olympiska sommarspelen 1984 med en trupp bestående av 14 deltagare. Ingen av landets deltagare erövrade någon medalj.

## Friidrott
Herrarnas 5 000 meter
- Ramón López
  - Heat — 15:15,64 (→ gick inte vidare)

Herrarnas längdhopp
- Oscar Diesel
  - Kval — 6,78m (→ gick inte vidare, 28:e plats)

Herrarnas tiokamp
- Claudio Escauriza
  - Resultat — 6546 poäng (→ 22:a plats)